# Грута (гміна)
Гміна Грута (пол. Gmina Gruta) — сільська гміна у північній Польщі. Належить до Грудзьондзького повіту Куявсько-Поморського воєводства.
Станом на 31 грудня 2011 у гміні проживало 6527 осіб.

## Площа
Згідно з даними за 2007 рік площа гміни становила 123.77 км², у тому числі:
- орні землі: 80.00%
- ліси: 8.00%

Таким чином, площа гміни становить 16.99% площі повіту.

## Населення
Станом на 31 грудня 2011:
| Опис     | Загалом | Загалом | Чоловіки | Чоловіки | Жінки | Жінки |
| -------- | ------- | ------- | -------- | -------- | ----- | ----- |
| одиниця  | осіб    | %       | осіб     | %        | осіб  | %     |
| все      | 6527    | 100     | 3292     | 50.44    | 3235  | 49.56 |
| міське   | 0       | 100     | 0        |          | 0     |       |
| сільське | 6527    | 100     | 3292     | 50.44    | 3235  | 49.56 |

## Сусідні гміни
Гміна Грута межує з такими гмінами: Грудзьондз, Ласін, Радзинь-Хелмінський, Рогужно, Свеце-над-Осою.